# Stenomacrus binotatus
Stenomacrus binotatus är en stekelart som först beskrevs av Holmgren 1858.  Stenomacrus binotatus ingår i släktet Stenomacrus och familjen brokparasitsteklar. Arten är reproducerande i Sverige. Inga underarter finns listade i Catalogue of Life.